# Ahmad Parsa
Ahmad Parsa, né en 1907 à Tafresh et mort le 4 juillet 1997, est un botaniste et universitaire iranien qui fut le premier Iranien à enseigner cette discipline dans son pays, à l'université de Téhéran, en étant spécialiste des spermatophytes.

## Biographie
Après avoir obtenu en France son doctorat ès sciences naturelles, il retourne dans son pays pour y étudier la flore et créer le premier herbier national du pays. Il devient professeur de botanique à l'université de Téhéran en 1933. C'est en 1954 qu'il peut enfin ouvrir un musée d'histoire naturelle à Téhéran, avec un herbier. Il publie entre 1943 et 1959 une Flore d'Iran en huit volumes et y décrit 250 nouvelles espèces endémiques.

## Publications
- Traduit en anglais : Flora of Iran, 8 volumes.